# جوزيف برينان (سياسي)
جوزيف برينان (بالإنجليزية: Joseph Brennan)‏ هو سياسي أيرلندي، ولد في 10 سبتمبر 1889 في فيتشبورغ في الولايات المتحدة، وتوفي في 4 مايو 1968 في دبلن في جمهورية أيرلندا. حزبياً، نشط في Clann na Poblachta ‏ وحزب العمال (جمهورية أيرلندا). في 1948 Irish general election ‏، انتخب نائب دييل عن دائرة Dún Laoghaire and Rathdown (Dáil constituency) ‏ وقد انضم خلال فترته النيابية ‏ (18 فبراير 1948 – 2 مايو 1951)  للكتلة البرلمانية Clann na Poblachta ‏.